# Revólver (álbum)
Revólver es el primer álbum de estudio del grupo español de rock Revólver, publicado en 1990. Grabado entre octubre y diciembre de 1989 en los Estudios Mediterráneo de Ibiza, el álbum supone el debut discográfico del proyecto personal de Carlos Goñi, tras su marcha del grupo Comité Cisne y la formación de Revólver en 1989.

## Historia
Un año antes de publicar Revólver, la compañía Warner Music (anteriormente WEA) fichó a Goñi tras aceptar una maqueta grabada por la formación. El sonido del grupo, influenciado por el rock americano de artistas como Tom Petty y Gary Glitter, se desmarcó desde el primer álbum de otros grupos nacionales, y apostó por la fusión de diversos contenidos. Según comentó el propio Goñi: «Ese disco muestra por primera vez mis verdaderas intenciones musicales. Es un disco que bebe de Bryan Adams, Bob Seger, Tom Petty, el sonido de la Costa Oeste... mucho rock americano en definitiva y ni el más mínimo rastro del rock inglés de mi anterior experiencia».
A pesar del desconocimiento por parte de la crítica y de las escasas ventas, Revólver fue bien recibido por algunos medios. Jordi Casoliva describió el álbum como «un buen disco de rock'n'roll, una de las sorpresas del año».
La edición de Revólver en vinilo incluyó el tema adicional «Dos por dos», posteriormente grabado en acústico para el álbum en directo Básico.
En 2002, Warner Music remasterizó y reeditó Revólver junto al resto del catálogo musical del grupo con tres temas adicionales: dos versiones de estudio de «Dos por dos» y «Como único equipaje», grabada durante las sesiones del álbum, y una versión en directo de «Fuera de lugar» grabada en Leganés el 10 de agosto de 2001.

## Lista de canciones
Todas las canciones escritas y compuestas por Carlos Goñi. 
| N.º | Título                  | Duración |  |
| 1.  | «Fuera de lugar»        | 3:34     |  |
| 2.  | «Tengo mi tiempo»       | 4:06     |  |
| 3.  | «País del sur»          | 4:07     |  |
| 4.  | «Te quiero»             | 3:36     |  |
| 5.  | «Rock 'n Roll»          | 4:15     |  |
| 6.  | «Ser el mejor»          | 4:58     |  |
| 7.  | «Él es el Rey»          | 4:35     |  |
| 8.  | «Como único equipaje»   | 4:42     |  |
| 9.  | «La sonrisa de tu boca» | 4:07     |  |

| Pistas adicionales (reedición de 2002) |                                             |          |  |
| N.º                                    | Título                                      | Duración |  |
| 10.                                    | «Fuera de lugar» (En directo)               |          |  |
| 11.                                    | «Dos por dos» (Versión de estudio)          |          |  |
| 12.                                    | «Como único equipaje» (Versión alternativa) |          |  |

## Personal
- Carlos Goñi: voz y guitarra
- Jorge Lario: guitarra
- Sergio Roger: bajo
- Rafael Pico: batería